# Slagter
En slagter arbejder med aflivning, udskæring og sortering af kødet af dyr, som skal bruges til mad. Slagtere finder beskæftigelse såvel på slagterier, som i engros- og detailhandelen, herunder i slagterforretninger og supermarkeder. 
| Job | Spire Denne artikel om et job eller en stillingsbetegnelse er en spire som bør udbygges. Du er velkommen til at hjælpe Wikipedia ved at udvide den. |